# Jan van Aken (1614-1661)
Jan van Aken, ook Jean van Aken (Amsterdam, ca. 1614 – aldaar, 1661), was een kunstenaar uit de Nederlandse Gouden Eeuw, bekend als kunstschilder.

## Biografie
Gedurende zijn hele leven, tot aan zijn dood leefde en werkte Jan van Aken in Amsterdam. Er is niet veel bekend over zijn werk. Hij heeft gewerkt als schilder, tekenaar en etser. 21 etsen zijn aan hem toegeschreven. Deze etsen tonen een grote mate van vakmanschap. De prenten tonen architectuur, landschappen (waaronder Rijngezichten) in de stijl van Pieter van Laer en paardenvoorstellingen in de stijl van Herman Saftleven. Zijn stijl was italianiserend. Ook werd hij beïnvloed door Philips Wouwerman.

## Externe links

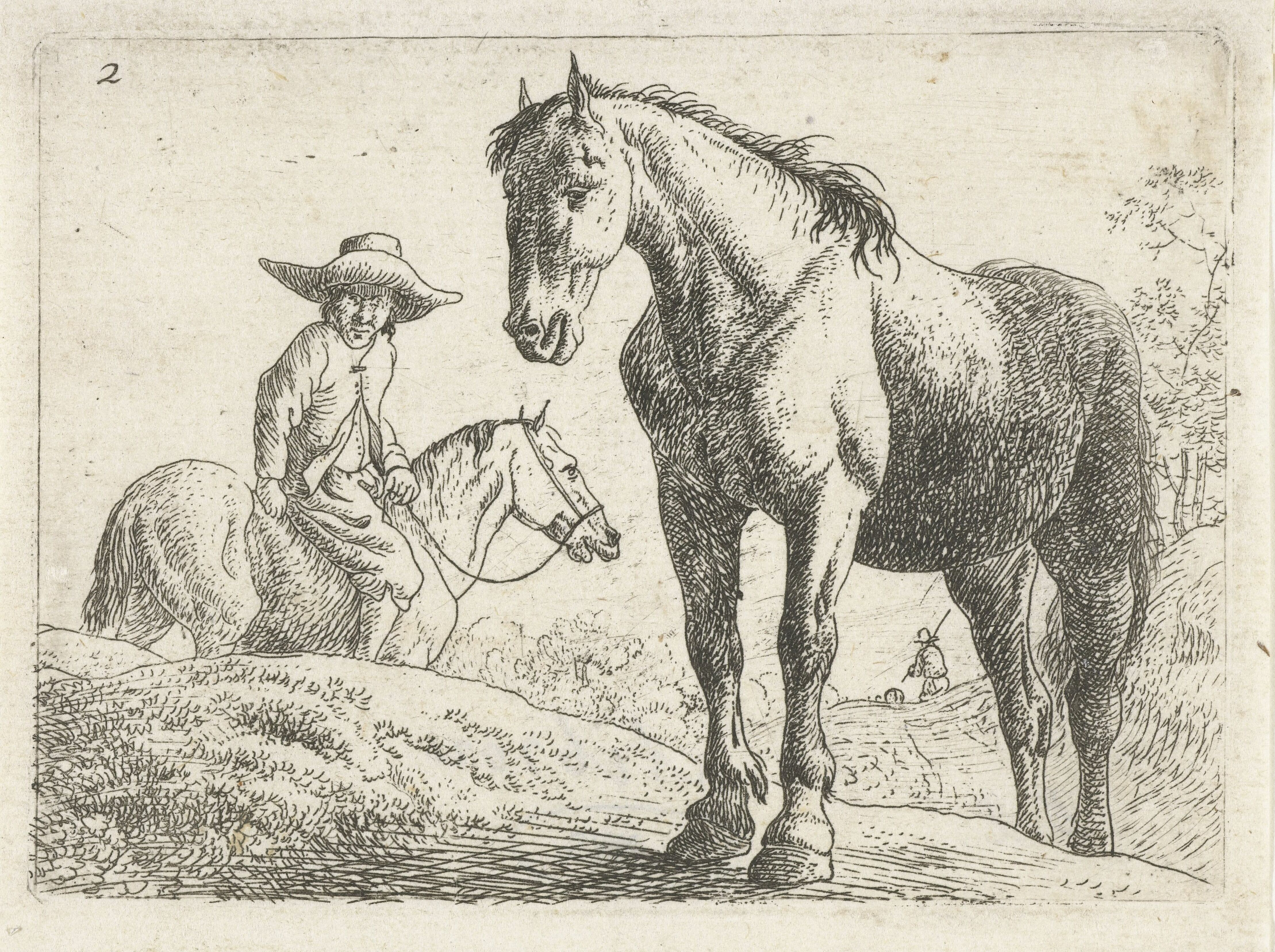
Twee paarden, één met ruiter